# ۱۷۵۶ (میلادی)
۱۷۵۶ (میلادی) هزار و هفتصد و پنجاه و ششمین سال تقویم میلادی است.
تخم میلادی=

## زادگان
- ۲۷ ژانویه - ولفگانگ آمادئوس موتسارت، آهنگساز اتریشی و نابغه موسیقی
- ۶ فوریه – آرون بور، سیاست‌مدار و وکیل آمریکایی (د. ۱۸۳۶)
- ۶ ژوئن – جان ترامبول، هنرمند و نقاش آمریکایی (د. ۱۸۴۳)

## درگذشتگان
- ۱۸ آوریل – ژاک کاسینی، ستاره‌شناس فرانسوی (ز. ۱۶۷۷)